# Medicina tradițională chineză
Medicina tradițională chineză (MTC) este o practică medicală alternativă extrasă din medicina tradițională din China. O mare parte din afirmațiile sale sunt pseudoștiințifice, majoritatea tratamentelor neavând dovezi solide de eficacitate sau mecanism de acțiune logic. MTC, așa cum există astăzi, a fost descrisă ca fiind în mare parte ca o invenție a secolului XX.
MTC „susține că energia vitală a organismului (chi sau qi) circulă prin canale, numite meridiane, care au filiale legate de organele și funcțiile corpului.”
Medicina tradițională chineză (MTC) este un sistem medical tradițional originar din China, practicat drept medicină alternativă în multe țări. Conține elemente bazate pe cosmologia taoistă, și consideră corpul omenesc mai mult în termeni funcționali și vitaliști decât în termeni anatomici. Sănătatea și boala ascultă conform MTC principiile yin și yang, și sunt atribuite echilibrului sau dezechilibrului unei curgeri de forță vitală, qi. Metodele de diagnostic sunt pur externe, incluzând examinarea pulsului în șase puncte, examinarea limbii pacientului și un interviu al pacientului; acordul asupra diagnosticului este scăzut între diferiți practicieni ai MTC. Descrierea de către MTC a funcțiilor și structurii corpului uman este fundamental diferită de cea din medicina modernă, deși unele proceduri și leacuri ale MTC par a promite rezultate cercetătorilor științifici.
În timpul Revoluției Culturale, neîncrederea în anestezia cu acupunctură a fost supusă unei represiuni politice nemiloase (a țipa de durere în urma ei era dovada de a fi contrarevoluționar).
Conform datelor din 1998, „Niciun studiu publicat în China sau Rusia/URSS nu a găsit un tratament supus testării ca fiind ineficient”.
În anul 2020 Beijingul a propus o lege care ar fi făcut ilegală critica la adresa medicinii tradiționale chineze. Conform unui răspuns la un articol din revista medicală BMJ, medicina tradițională chineză este în declin în R.P. Chineză.

## Concepte
- MTC materia medica – o colecție de leacuri medicinale folosite în MTC. Ele includ multe plante, întregi sau în părți, cum ar fi ginseng și goji, de asemenea ingrediente mai exotice, cum ar fi căluț de mare. Preparatele includ în general mai multe ingrediente, selectate după gust sau formă, sau prin relațiile cu organele atribuite lor de MTC.[18] Cele mai multe preparate nu au fost evaluate riguros sau nu oferă nicio dovadă de eficacitate.[13][19][20] Cercetările farmacognozice de potențiali ingredienți activi sunt în curs, deși aceste aplicații nu corespund mereu celor din MTC.[21]
- Meridiane – sunt canale prin care curge qi, conectând câteva perechi de organe zang-fu.[6][22] Nu se cunoaște vreo bază anatomică sau histologică pentru existența punctelor de acupunctură sau a meridianelor.[10][23]
- Qi – energie vitală a cărei curgere trebuie să fie echilibrată pentru a menține sănătatea. Qi nu a fost niciodată observat în mod direct și nu are nicio legătură cu conceptul de energie din științe.[24][25][26]
- Zang-fu – este ideea de organe drept entități funcționale yin și yang, care stochează și manipulează qi.[6] Astfel de organe nu sunt bazate pe cunoștințele de anatomie.

## Legături externe
- Medicinal Plant Images Database School of Chinese Medicine, Hong Kong Baptist University Format:Zh-hant
- Chinese Medicine Specimen Database School of Chinese Medicine, Hong Kong Baptist University Format:Zh-hant
- Scientific literary review on TCM, PDF, 133 pages Compiled by AQTN